# Полет 113 на „Индиан Еърлайнс“
Полет 113 на „Индиан Еърлайнс“ е вътрешен пътнически полет от международното летище „Чатрапати Шиваджи Махарадж“, Бомбай, Махаращра, международното летище „Сардар Валабхай Пател“, Ахмедабад, Гуджарат, Индия, управляван от „Индиан Еърлайнс“. На 19 октомври 1988 г. самолетът „Боинг 737-200“, който изпълнява полета, се разбива при последния си заход към летището в Ахмедабад и убива 133 от 135-те души на борда, включително 6 членове на екипажа и видния професор от Индийския институт по мениджмънт Лабдхи Бхандари. Петима пътници първоначално оцеляват и са транспортирани в болница, но трима от тях умират от нараняванията си.
Причината за инцидента е грешка в преценката от страна на командира, както и на втория пилот, свързана с лоша видимост, която не е предадена на самолета от контрола на въздушното движение. След като получава доклада, правителството на Индия поисква от Националния съвет за безопасност на транспорта на Съединените американски щати да оцени инцидента и да направи препоръки.